# Justin Holiday
Justin Alaric Holiday (Mission Hills, California, 5 de abril de 1989) es un jugador de baloncesto estadounidense que pertenece a la Virtus Bologna de la Lega Basket Serie A italiana. Con 1,98 metros de altura, juega en las posiciones de escolta y alero.
Es el hermano mayor de los también baloncestistas de la NBA Jrue y Aaron Holiday.

## Trayectoria deportiva

### Universidad

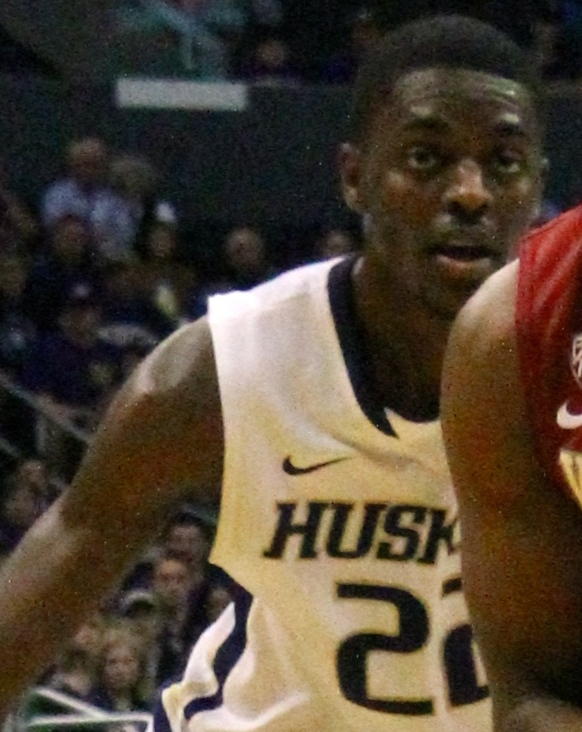
Holiday con los Huskies en 2011.

Jugó durante cuatro temporadas con los Huskies de la Universidad de Washington, en las que promedió 5,3 puntos, 3,6 rebotes y 1,5 asistencias por partido. En su última temporada fue elegido Defensor del Año de la Pacific Ten Conference.

#### Estadísticas
| Año     | Equipo     | PJ  | PT | MPP  | %TC  | %3P  | %TL  | RPP | APP | ROB | TPP | PPP  |
| ------- | ---------- | --- | -- | ---- | ---- | ---- | ---- | --- | --- | --- | --- | ---- |
| 2007–08 | Washington | 19  | 0  | 6.6  | .294 | .000 | .429 | 1.3 | .4  | .2  | .3  | .7   |
| 2008–09 | Washington | 35  | 0  | 15.6 | .441 | .250 | .619 | 2.5 | 1.2 | .4  | .3  | 2.1  |
| 2009–10 | Washington | 34  | 21 | 22.2 | .422 | .333 | .800 | 4.5 | 1.8 | 1.0 | .6  | 5.9  |
| 2010–11 | Washington | 35  | 35 | 28.3 | .465 | .359 | .772 | 5.2 | 2.1 | 1.2 | .8  | 10.5 |
| Total   | Total      | 123 | 56 | 19.6 | .443 | .343 | .736 | 3.6 | 1.5 | .8  | .5  | 5.3  |

### Profesional
Tras no ser elegido en el Draft de la NBA de 2011, comenzó su trayectoria profesional en el Okapi Aalstar de la liga belga, con los que jugó una temporada en la que promedió 7,3 puntos y 3,0 rebotes por partido.
Al año siguiente regresó a su país para jugar en los Idaho Stampede de la NBA D-League, completando una temporada en la que promedió 17,3 puntos y 5,3 rebotes por partido, siendo incluido en el tercer mejor quinteto de la NBA D-League y en el segundo quinteto defensivo.
En abril de 2013, firmó un contrato con los Philadelphia 76ers de la NBA, donde coincidió con su hermano Jrue, disputando 9 partidos de la temporada regular, en los que promedió 4,7 puntos y 1,7 asistencias.
En julio de 2014, Holiday se unió a los Golden State Warriors para la NBA Summer League. El 8 de septiembre de 2014, firmó un contrato para jugar con los Warriors. El 14 de noviembre de 2014, fue asignado a los Santa Cruz Warriors, siendo reclamado al día siguiente. Holiday ganó su primer campeonato NBA con los Warriors, tras derrotar a Cleveland Cavaliers en las Finales de la NBA de 2015 (4-2).
El 9 de julio de 2015, Holiday fima un contrato multi-anual con Atlanta Hawks.
El 18 de febrero de 2016, Holiday fue traspasado Chicago Bulls en un traspaso en el que estuvieron implicados también los Hawks y Utah Jazz. En el partido final de la temporada, el 13 de abril, Holiday consiguió la máxima anotación de su carrera con 29 puntos, en la victoria por 115–105 sobre Philadelphia 76ers.
El 22 de junio de 2016, Holiday fue traspasado junto a Derrick Rose a los New York Knicks a cambio de José Calderón, Jerian Grant, y Robin Lopez.
El 10 de julio de 2017, Holiday firmó de nuevo con Chicago Bulls. Desde entonces se convirtió en el escolta titular indiscituble para la franquicia de Illinois.
El 3 de enero de 2019, es traspasado a Memphis Grizzlies a cambio de MarShon Brooks y Wayne Selden Jr.
El 19 de julio de 2019, firma por una temporada con Indiana Pacers, donde coincidirá con su hermano Aaron.
El 8 de febrero de 2022, es traspasado junto a Domantas Sabonis, Jeremy Lamb a Sacramento Kings a cambio de Tyrese Haliburton, Buddy Hield y Tristan Thompson.
El 1 de julio de 2022 es traspasado, junto a Moe Harkless, a Atlanta Hawks a cambio de Kevin Huerter.
El 9 de febrero de 2023 es traspasado, junto a Frank Kaminsky, a Houston Rockets, a cambio de Garrison Mathews y Bruno Fernando. El 13 de febrero, Holiday y los Rockets llegaron a un acuerdo de rescisión del contrato.
El 15 de febrero de 2023 firmó con los Dallas Mavericks.
El 2 de julio de 2023 firma como agente libre con Denver Nuggets.
El 1 de febrero de 2025 firmó con la Virtus Segafredo Bologna de la Lega Basket Serie A.

## Estadísticas de su carrera en la NBA
|  | Indica temporada en la que ganó un Campeonato de la NBA |

### Temporada regular
| Año     | Equipo       | PJ  | PT  | MPP  | %TC  | %3P  | %TL  | RPP | APP | ROB | TPP | PPP  |
| ------- | ------------ | --- | --- | ---- | ---- | ---- | ---- | --- | --- | --- | --- | ---- |
| 2012-13 | Philadelphia | 9   | 0   | 15.8 | .333 | .250 | .750 | 1.6 | 1.7 | .3  | .7  | 4.7  |
| 2014-15 | Golden State | 59  | 4   | 11.1 | .387 | .321 | .822 | 1.2 | .8  | .7  | .2  | 4.3  |
| 2015-16 | Atlanta      | 26  | 1   | 10.1 | .329 | .222 | .500 | 1.0 | .4  | .5  | .2  | 2.4  |
| 2015-16 | Chicago      | 27  | 4   | 18.9 | .413 | .433 | .815 | 2.3 | 1.7 | .7  | .6  | 6.5  |
| 2016-17 | New York     | 82  | 4   | 20.0 | .433 | .355 | .825 | 2.7 | 1.2 | .8  | .4  | 7.7  |
| 2017-18 | Chicago      | 72  | 72  | 31.5 | .371 | .359 | .823 | 4.0 | 2.1 | 1.1 | .4  | 12.2 |
| 2018-19 | Chicago      | 38  | 38  | 34.9 | .383 | .359 | .891 | 4.4 | 2.2 | 1.8 | .6  | 11.6 |
| 2018-19 | Memphis      | 44  | 39  | 29.1 | .389 | .333 | .900 | 3.5 | 1.4 | 1.2 | .3  | 9.5  |
| 2019-20 | Indiana      | 73  | 6   | 25.0 | .428 | .405 | .791 | 3.3 | 1.3 | 1.2 | .6  | 8.3  |
| 2020-21 | Indiana      | 72  | 52  | 30.3 | .413 | .382 | .788 | 3.6 | 1.7 | 1.0 | .6  | 10.5 |
| 2021-22 | Indiana      | 49  | 40  | 28.9 | .415 | .378 | .829 | 2.8 | 1.8 | .7  | .4  | 11.0 |
| 2021-22 | Sacramento   | 25  | 25  | 25.6 | .348 | .342 | .762 | 2.2 | 1.5 | .8  | .6  | 8.3  |
| 2022-23 | Atlanta      | 28  | 0   | 14.7 | .384 | .345 | —    | .8  | .9  | .2  | .4  | 4.5  |
| 2022-23 | Dallas       | 18  | 2   | 16.4 | .367 | .286 | .625 | 1.8 | .9  | .8  | .5  | 4.4  |
| 2023-24 | Denver       | 58  | 9   | 14.9 | .454 | .404 | .750 | 1.2 | 1.2 | .6  | .2  | 4.0  |
| Total   | Total        | 680 | 296 | 23.1 | .400 | .365 | .817 | 2.7 | 1.4 | .9  | .4  | 8.0  |

### Playoffs
| Año   | Equipo       | PJ | PT | MPP  | %TC  | %3P   | %TL  | RPP | APP | ROB | TPP | PPP |
| ----- | ------------ | -- | -- | ---- | ---- | ----- | ---- | --- | --- | --- | --- | --- |
| 2015  | Golden State | 5  | 0  | 2.2  | .500 | 1.000 | —    | .2  | .2  | .0  | .0  | .6  |
| 2020  | Indiana      | 4  | 2  | 32.8 | .476 | .500  | .333 | 3.8 | .8  | 1.5 | 1.3 | 7.3 |
| 2024  | Denver       | 12 | 0  | 12.5 | .314 | .379  | .500 | 1.7 | .3  | .5  | .0  | 2.9 |
| Total | Total        | 21 | 2  | 13.9 | .379 | .435  | .429 | 1.7 | .4  | .6  | .2  | 3.2 |

## Vida personal
Holiday es hijo de Shawn y Toya (née DeCree) Holiday. Sus padres, jugaron al baloncesto en la universidad de Arizona State, donde Toya fue nombrada Pac-10 Player of the Year en 1982.
Los tres hermanos Holiday: Justin (n. 1989), Jrue (n. 1990) y Aaron (n. 1996) son jugadores de la NBA, mientras que su hermana Lauren jugó con UCLA.
Justin, fue padre por primera vez en noviembre de 2017.